# 上條貢
上條 貢（かみじょう みつぎ、1894年11月10日 - 1977年2月6日）は日本の政治家、弁護士。浅草区議（1期）、東京市議（2期）、東京都議（5期）、第13代都議会議長、第6−8代台東区長を歴任した。

## 経歴
長野県生まれ。旧制松本中学（長野県松本深志高等学校）を経て、日本大学法律学科卒業。東京市で弁護士を開業。
1934年から浅草区会議員を1期4年務めた。1937年3月16日から1943年6月30日まで東京市会議員を2期務めた。1943年9月13日の第1回東京都議会議員選挙で当時の浅草区選挙区から立候補して、初当選する。都議会では、消防委員会委員長（1948年から1949年）、オリンピック大会招致実行委員会委員長（1953年から1954年）を歴任した。1957年7月に第13代東京都議会議長に就任した。また、全国都道府県議会議長会会長にも就任した。1958年7月に議長を退任した。その後は、オリンピック大会準備実行委員会委員長（1960年から1961年）を務めた。1963年1月14日に都議を辞職し、台東区長に就任した。1975年4月26日に区長を退任した。1977年2月6日に死去した。
上條は台東区長時代、区内では「ワンマン」「上條天皇」の異名を持った。

## 栄典
- 1955年 - 藍綬褒章[1]
- 1971年 - 勲四等旭日小綬章[1]
- 没後 - 正五位[1]